# Big Brother (Nagy-Britannia)
A Big Brother angliai változatát Írországban is láthatják a nézők a Channel 4 és az E4 tévécsatornákon, Walesben a S4C-n. A napi összefoglalókat Marcus Bentley narrátolja, a kiszavazásokat és a finálékat Davina McCall vezeti. A brit verzió 2000. július 14-én debütált. Gyártója az Endemol tulajdonában lévő Brighter Pictures.

## A show
Az élő kiszavazóshow-k műsorvezetője Davina McCall. Munkatársa, Dermot O'Leary a Big Brother's Little Brother című elemző- és kibeszélő műsort vezette, 2007. november 27-én bejelentette, hogy nem kíván tovább dolgozni a produkciónál, de a 2008-as Big Brother: Celebrity Hijack levezénylését még elvállalja.
A legutóbbi, kilencedik széria 2008. június 5-én vette kezdetét és a csatorna szerződést kötött még két évadra is, ami tartalmaz egy celebrity-kiadást is, de 2007. augusztus 28-án bejelentették, hogy a Celebrity Big Brother nem tér vissza 2008-ban.
A Big Brother naponta jelentkezik összefoglalóival, illetve minden reggel cenzúrázva ismétlik meg a Channel 4-on. A cenzúrázatlan adást késő délután az E4-en láthatják a nézők. Az élő adások péntekenként vannak, amiket szombat délelőttönként ismételve lead a T4 és esténként az E4.

## Logó
A Big Brother 2 óta minden szériának újabb és újabb szemábrát talál ki Daniel Eatock. Az első évadnak egy emberi szem volt a logója.

## Casting
Nagy-Britanniában és Írországban is egyaránt tartanak meghallgatásokat. A hetedik széria óta online videókat is lehet készíteni. A jelentkezőknek el kell küldeniük saját készítésű videóikat, hogy azok felkerüljenek a Big Brother hivatalos oldalára.

## Műsorformátum
Minden héten a lakóknak meg kell jelölniük két társukat a titokszobában, akiket a házon kívül szeretnének látni. A legtöbb szavazatot kapott lakók jelöltek lesznek, közülük a nézőknek kell kiválasztani a kiesőt, akinek távoznia kell a házból. Ezt telefonhívásokkal tehetik meg. A legnagyobb százalékú játékos kiszavazott lesz. A nyolcadik szériáig SMS-eket is küldhettek a nézők.

## A ház
London Bow nevű városnegyede az első két szériának adott otthont, de 2002-ben a newhami tanács a ház lebontásáról döntött a természetes környezet visszaállítása érdekében.
A következő szériák már az Elstree Studiosban zajlottak. Az írott médiában felröppent a hír, hogy a házat lebontják és Hammersmithben építik fel újra. A pletyka hamisnak bizonyult, az Elstree Studios még két évadnak biztos otthont ad.
A ház belső tere évről évre változik, meghatározva ezzel az aktuális sorozat hangulatát, témáját. Például a Big Brother 5-ben klausztrofóbiát előidéző, hideg és durva színkompozíciókat használtak a ház díszítésére, míg a Big Brother 7-ben benti bútorokat tettek a szabad ég alá.

## Feladatok
Big Brother feladatokkal szokta megbízni a lakókat. A kisebb elvégzendőket olyan díjakkal szokta jutalmazni a Nagy Testvér, mint a dohány vagy az alkohol. Van heti feladat is, melyet ha sikeresen teljesítenek, luxuscikkeket kaphatnak.
A harmadik szériában minden szombat este élő adással jelentkezett a csatorna Big Brother: Live Task címen, mely során az dőlt el, hogy kinek kell a ház gazdag, illetve szegény részén élni a következő héten. A show a Big Brother 4 alatt is folytatódott, majd a csökkenő nézettség miatt az ötödik széria műsorstruktújárába már bele se vették.

## Főcímzene
A főcímzene Paul Oakenfold és Andy Gray közös alkotása, amit 2000 szeptemberében az Element Four nevű albumukon adtak ki. A szám negyedik volt a UK Singles Charton.

## Szponzorok
- Big Brother 1 - Southern Comfort
- Big Brother 2 - BT Cellnet
- Big Brother 3 - O2
- Celebrity Big Brother 2 - O2
- Big Brother 4 - O2
- Big Brother 5 - TalkTalk
- Celebrity Big Brother 3 - TalkTalk
- Big Brother 6 - TalkTalk
- Celebrity Big Brother 4 - The Carphone Warehouse
- Big Brother 7 - The Carphone Warehouse
- Celebrity Big Brother 5 - The Carphone Warehouse
- Big Brother 8 - Virgin Media
- Big Brother: Celebrity Hijack - Virgin Mobile
- Big Brother 9 - Virgin Mobile